# شهرستان باشت
شهرستانِ باشت، یکی از شهرستان‌های استان کهگیلویه و بویراحمد ایران است. مرکز این شهرستان، شهر باشت است.
این شهرستان در تاریخ ۱۶ خرداد ۱۳۸۹ از شهرستان گچساران جدا شد و مستقل گردید.

## موقعیت جغرافیایی
شهرستان باشت از شمال به شهرستان چرام، از جنوب به شهرستان ممسنی استان فارس، از شرق با شهرستان رستم استان فارس و از غرب با شهرستان گچساران همسایه است.

## مردم شناسی
مردم باشت لُر هستند و به زبان لری صحبت میکنند.

## تقسیمات کشوری
شهرستان باشت دارای ۲ بخش، ۴ دهستان و ۲ شهر به شرح زیر است:

## نگارخانه

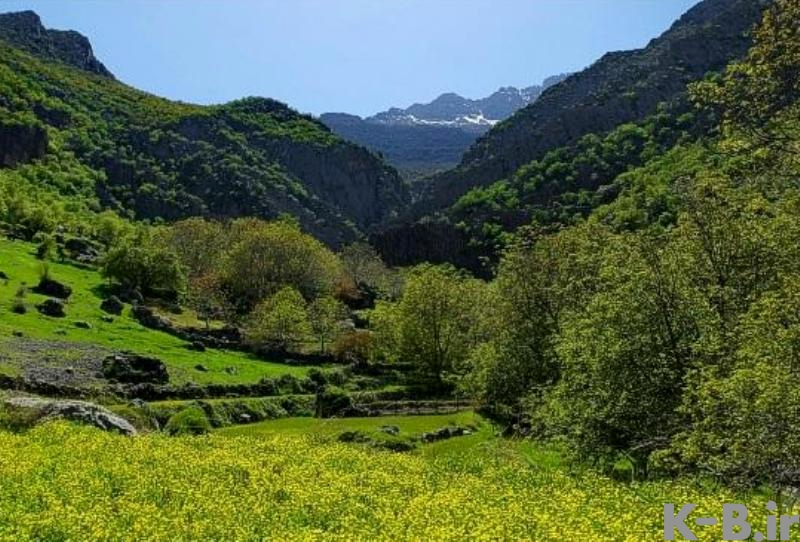
باشت

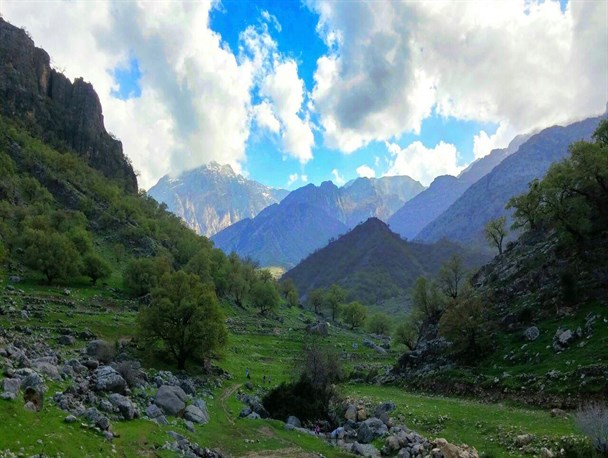
باشت

### شهرستان باشت
| بخش    | مرکز بخش | جمعیت بخش ۱۳۹۵ | نام دهستان   | مرکز دهستان    | جمعیت دهستان ۱۳۹۵ | شهر    | جمعیت شهر ۱۳۹۵ |
| ------ | -------- | -------------- | ------------ | -------------- | ----------------- | ------ | -------------- |
| مرکزی  | باشت     | ۱۵٬۶۶۷ نفر     | سراب بیز     | سراب بیز       | ۲٬۴۷۵ نفر         | باشت   | ۱۰٬۷۶۴ نفر     |
| مرکزی  | باشت     | ۱۵٬۶۶۷ نفر     | کوه مره خامی | آبدهگاه        | ۲٬۴۲۸ نفر         | باشت   | ۱۰٬۷۶۴ نفر     |
| بوستان | بوستان   | ۵٬۹۴۱ نفر      | بابوئی       | بوستان         | ۳٬۱۴۳ نفر         | بوستان | ۱٬۲۴۸ نفر      |
| بوستان | بوستان   | ۵٬۹۴۱ نفر      | تلخاب        | چاه تلخاب علیا | ۱٬۶۰۰ نفر         | بوستان | ۱٬۲۴۸ نفر      |

## جمعیت
بر پایه سرشماری عمومی نفوس و مسکن در سال ۱۳۹۵، جمعیت شهرستان باشت برابر با ۲۱٬۶۹۰ نفر بوده‌است.